# Cycloramphus
Cycloramphus is een geslacht van kikkers uit de familie Cycloramphidae. De groep werd voor het eerst wetenschappelijk beschreven door Johann Jakob von Tschudi in 1838. Later zijn de wetenschappelijke geslachtsnamen Cycloramphos en Cyclorhamphus gebruikt.
Er zijn 28 soorten, inclusief de pas in 2012 beschreven soort Cycloramphus lithomimeticus. Alle soorten zijn endemisch in zuidoostelijk Brazilië.

## Soorten
Geslacht Cycloramphus
- Soort Cycloramphus acangatan
- Soort Cycloramphus asper
- Soort Cycloramphus bandeirensis
- Soort Cycloramphus bolitoglossus
- Soort Cycloramphus boraceiensis
- Soort Cycloramphus brasiliensis
- Soort Cycloramphus carvalhoi
- Soort Cycloramphus catarinensis
- Soort Cycloramphus cedrensis
- Soort Cycloramphus diringshofeni
- Soort Cycloramphus dubius
- Soort Cycloramphus duseni
- Soort Cycloramphus eleutherodactylus
- Soort Cycloramphus faustoi
- Soort Cycloramphus fuliginosus
- Soort Cycloramphus granulosus
- Soort Cycloramphus izecksohni
- Soort Cycloramphus juimirim
- Soort Cycloramphus lithomimeticus
- Soort Cycloramphus lutzorum
- Soort Cycloramphus migueli
- Soort Cycloramphus mirandaribeiroi
- Soort Cycloramphus ohausi
- Soort Cycloramphus organensis
- Soort Cycloramphus rhyakonastes
- Soort Cycloramphus semipalmatus
- Soort Cycloramphus stejnegeri
- Soort Cycloramphus valae

'
Cycloramphus · 
Thoropa · 
Zachaenus